# Ньїкен
Ньїкен (ісп. Ñiquén) - комуна в Чилі. Адміністративний центр комуни — селище Сан-Грегоріо. Населення - 1143 особи (2002). Селище і комуна входить до складу провінції Пунілья і регіону Ньюбле.
Територія комуни – 493,1 км². Чисельність населення – 10 545 мешканців (2007). Щільність населення - 21,39 чол./км².

## Розташування
Селище Сан-Грегоріо розташоване за 44 км на північний схід від адміністративного центру провінції міста Чильян.
Комуна межує:
- на північному сході - з комуною Парраль
- на південному сході - з комуною Сан-Фабіан
- на південному заході - з комуною Сан-Карлос
- на північному заході - з комуною Каукенес